# Condado de Wayne (Geórgia)
O Condado de Wayne é um dos 159 condados do estado americano de Geórgia. A sede do condado é Jesup, e sua maior cidade é Jesup. O condado possui uma área de 1 680 km², uma população de 26 565 habitantes, e uma densidade populacional de 16 hab/km² (segundo o censo nacional de 2000). O condado foi fundado em 11 de maio de 1803.